# Люмінесцентно-бітумінологічний аналіз
Люмінесцентно-бітумінологічний аналіз (рос. люминесцентно-битуминологический анализ, англ. fluorimetric and bituminological analysis, нім. lumineszenz-bituminologische Analyse f) – якісно-кількісний метод визначення бітумінозних утворень у породі, що базується на здатності органічних сполук до люмінесценції при збудженні їх ультрафіолетовими променями (λ=366 нм). Найбільш широке застосування метод дістав у нафтовій геології, де є обов’язковим початковим етапом геохімічних досліджень. 
ЛЮМІНЕСЦЕНТНО-БІТУМІНОЛОГІЧНИЙ МЕТОД У ПРОЦЕСІ БУРІННЯ (рос. люминесцентно-битуминологический метод в процессе бурения; англ. fluorimetric and bituminological method in drilling, нім. lumineszenz-bituminologische Methode f beim Bohren) – один з методів вивчення якісного і кількісного нафтовмісту пластів, що застосовується в процесі буріння розвідувальних свердловин і поєднує опромінювання проб промивної рідини, шламу, ґрунтів ультрафіолетовими променями (що викликає люмінесценцію нафти, колір і інтенсивність якої залежать від складу нафти) і вимірювання оптичної густини хлороформного і петролейно-ефірного екстрактів нафти, які виділені із зразків порід. 